# Bartolomeo Cristofori
Bartolomeo Cristofori (Padua, 4 de mayo de 1655-Florencia, 27 de enero de 1731), conocido en su época como Bartolommeo di Francesco Cristofori, fue un músico italiano que se dedicó a la construcción de instrumentos musicales. Es reconocido, generalmente, por haber sido el inventor del fortepiano, instrumento que es predecesor del piano moderno.

## Biografía
Bartolomeo Cristofori nació en Padua, población que formaba parte de la entonces República de Venecia.
No se tienen datos sobre los primeros años de su vida y de su juventud. Una leyenda narra que sirvió como aprendiz del gran fabricante de violines Nicolò Amati. La historia se basa en un expediente del censo de 1680, en el que se indica que un «Christofari Bartolomeo» vivía en la casa de Amati (en Cremona). Sin embargo —como precisa Stewart Pollens —, esta persona no puede ser Bartolomeo Cristofori, ya que ―según los expedientes del censo―, Christofari Bartolomeo tendría entonces 13 años de edad, dato incoherente con el expediente bautismal de Bartolomeo Cristofori, que por aquella época tendría 25 años.
En 1688 ―contando con 33 años―, entró a trabajar como cimbalista al servicio del príncipe Fernando de Médici ―hijo de Cosme III de Médici, gran duque de Toscana―. El príncipe era un gran melómano, apasionado por la mecánica y las matemáticas, y tenía una buena colección de instrumentos musicales, aunque es posible que ya por entonces le interesara contratar a Cristofori no sólo para la custodia y el mantenimiento de su colección, sino también por sus innovaciones técnicas. En Florencia probablemente dispuso de su propio taller y de dos asistentes, uno de los cuales fue Giovanni Ferrini.

## Instrumentos primitivos
Durante los años restantes del siglo XVII, Cristofori inventó dos instrumentos de teclado antes de comenzar su trabajo en el piano. Estos instrumentos están documentados en un inventario de 1700. Uno de ellos fue el spinettone (‘gran espineta’, en italiano), un clavicordio con las cuerdas inclinadas para ahorrar espacio, con dos grupos de cuerdas. La mayoría de las espinetas tienen solo un grupo de cuerdas. Esta invención pudo haber tenido la intención de poder colocar el instrumento en el apretado espacio que tenía la orquesta en las representaciones teatrales; su alto volumen sonoro lo convertía en un instrumento de cuerda ideal.
Otro invento, datado del año 1690, fue el spinettone ovale (‘espinetón oval’), un instrumento muy original, una especie de virginal con las cuerdas más largas a mitad de la caja.

## La primera mención del piano
La primera mención de la invención, aunque de fiabilidad cuestionada, procedería del diario de Francesco Mannucci, músico de la corte de Medici, quien indica que Cristofori trabajaba ya en 1698 en la creación del piano (lo que no resulta descabellado, ya que la siguiente la encontramos en un inventario anónimo de la colección del príncipe en 1700). En la entrada para el instrumento de Cristofori se dice:

Un arpicémbalo de Bartolomeo Cristofori, de reciente invención, que hace el suave y el fuerte, a dos juegos de cuerdas principales al unísono, con caja de ciprés sin rosetón, con lados y molduras medio redondas similarmente incrustadas, con fileteado de ébano, con algunas tomas con tela roja [amortiguadores], que tocan las cuerdas, y algunos martillos, que hacen el suave y el fuerte, y todo el mecanismo viene cerrado, y cubierto por una placa de ciprés fileteado con ébano, con teclas de madera de boj, y de ébano sin cortar, que comienza en si-sol-fa-do en la octava grave, y termina en si-sol-fa-do, con un número de cuarenta y nueve teclas, entre blancas y negras, con dos bloques laterales negros, uno de ellos de quitar y poner, con dos perillas negras arriba, con tres braccia y siete ottavi [217,6 cm] de largo, con un braccio y seis soldi [98,6 cm] de ancho enfrente, con su atril de ciprés, y su caja externa de álamo blanco, y su cubierta de cuero rojo forrado con tafetán y orlado con hilo de oro.
Un arpicembalo di Bartolomeo Cristofori di nuova inventione, che fa’ il piano, e il forte, a’ due registri principali unisoni, con fondo di cipresso senza rosa, con fascie e scorniciatura mezza tonda simile, con filetto d’ebano, con alcuni salterelli con panno rosso, che toccano nelle corde, et alcuni martelli, che fanno il piano, et il forte, e tutto l’ordingo vien serrato, e coperto da un piano di cipresso filettato di ebano, con tastatura de bóssolo, et ébano senza spezzati, che comincia in cisolfaut ottava stesa, e finisce in cisolfaut, con n. quaranta nove tasti, tra’ bianchi e neri, con due sodi laterali neri, che uno da levare, e porre, con due palline nere sopra, lungo B.ª tre, e sette ottavi, largo nel davanti B.ª uno, e soldi sei, con suo leggio di cipresso, e sua contro cassa d’albero bianca, e sua coperta di cuoio rosso foderata di taffettà verde e orlata di nastrino d’oro.
Giovanni Fuga (1716)

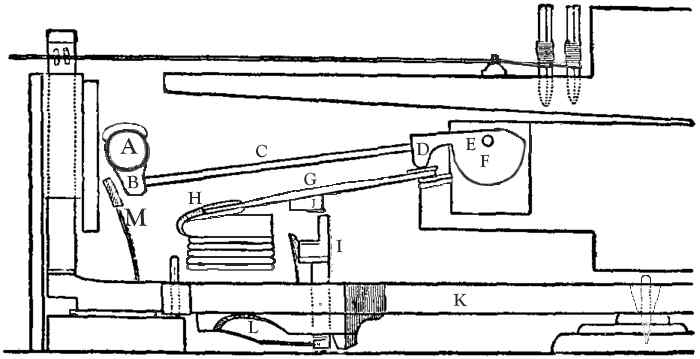
Gráfico del mecanismo inventado por Cristofori.

El término «arpicémbalo» no era común en la época, por lo que Edwin Good supone que era el nombre que Cristofori deseaba darle a su instrumento, aunque Maffei, entrevistando a Cristofori en 1709-1710, lo había llamado cimbalo col piano e forte.
 Curiosamente, esto es lo que coincide con las primeras composiciones hechas para el nuevo instrumento, doce sonatas de L. Giustini en 1732.
Se conserva otro inventario de la colección de instrumentos de cuerda y viento de Fernando de Médici que habían quedado bajo custodia de Cristofori tras el fallecimiento del príncipe en 1713, un documento datado en septiembre de 1716 pero en el que los nuevos pianos no son mencionados bajo ese nombre.
Sin embargo, el vocablo «piano» por el que modernamente se conoce este instrumento es el resultado del simple truncamiento de piano-forte.

## Pianos de Cristofori

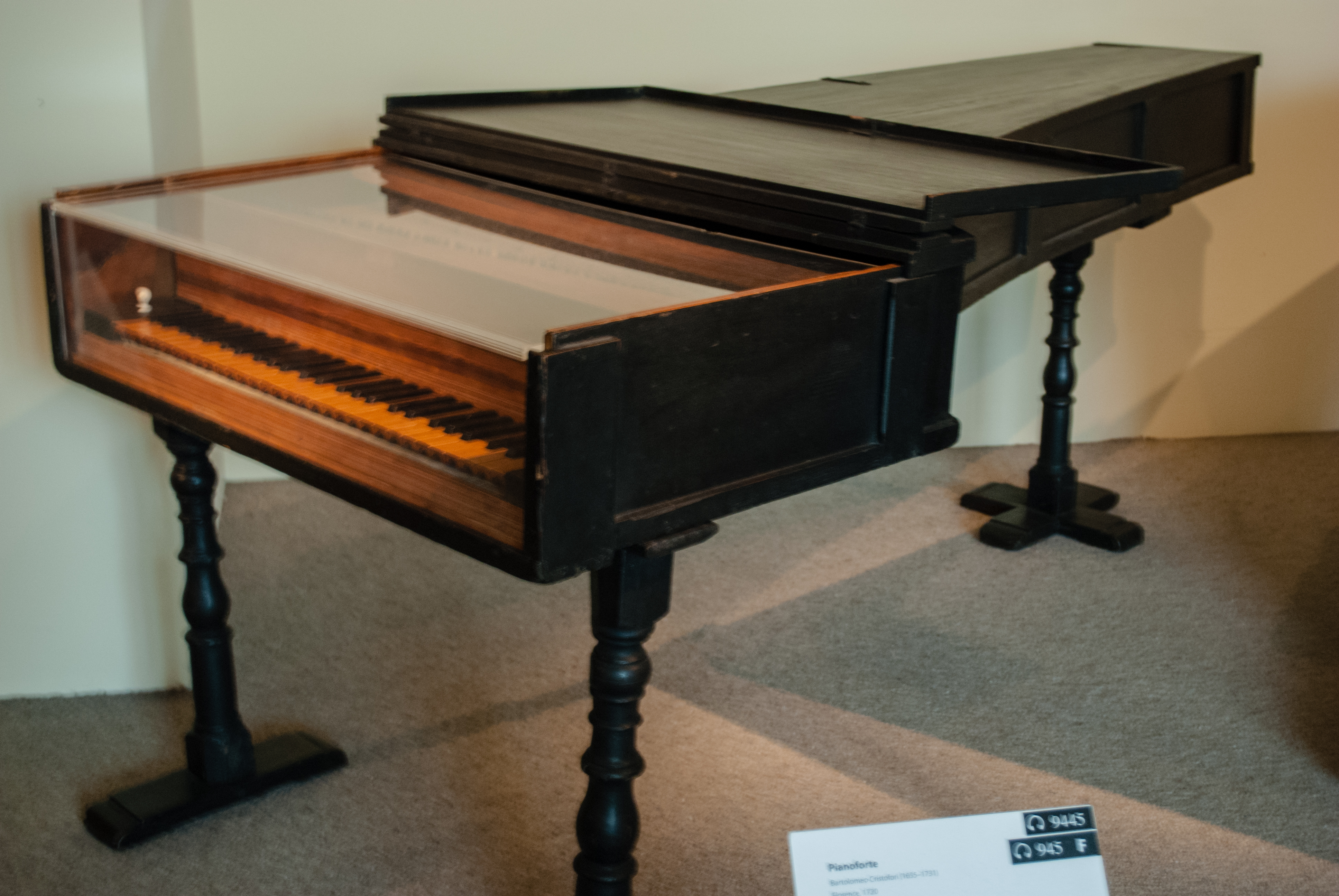
El piano de Cristofori de 1720 en el Museo Metropolitano de Arte de Nueva York

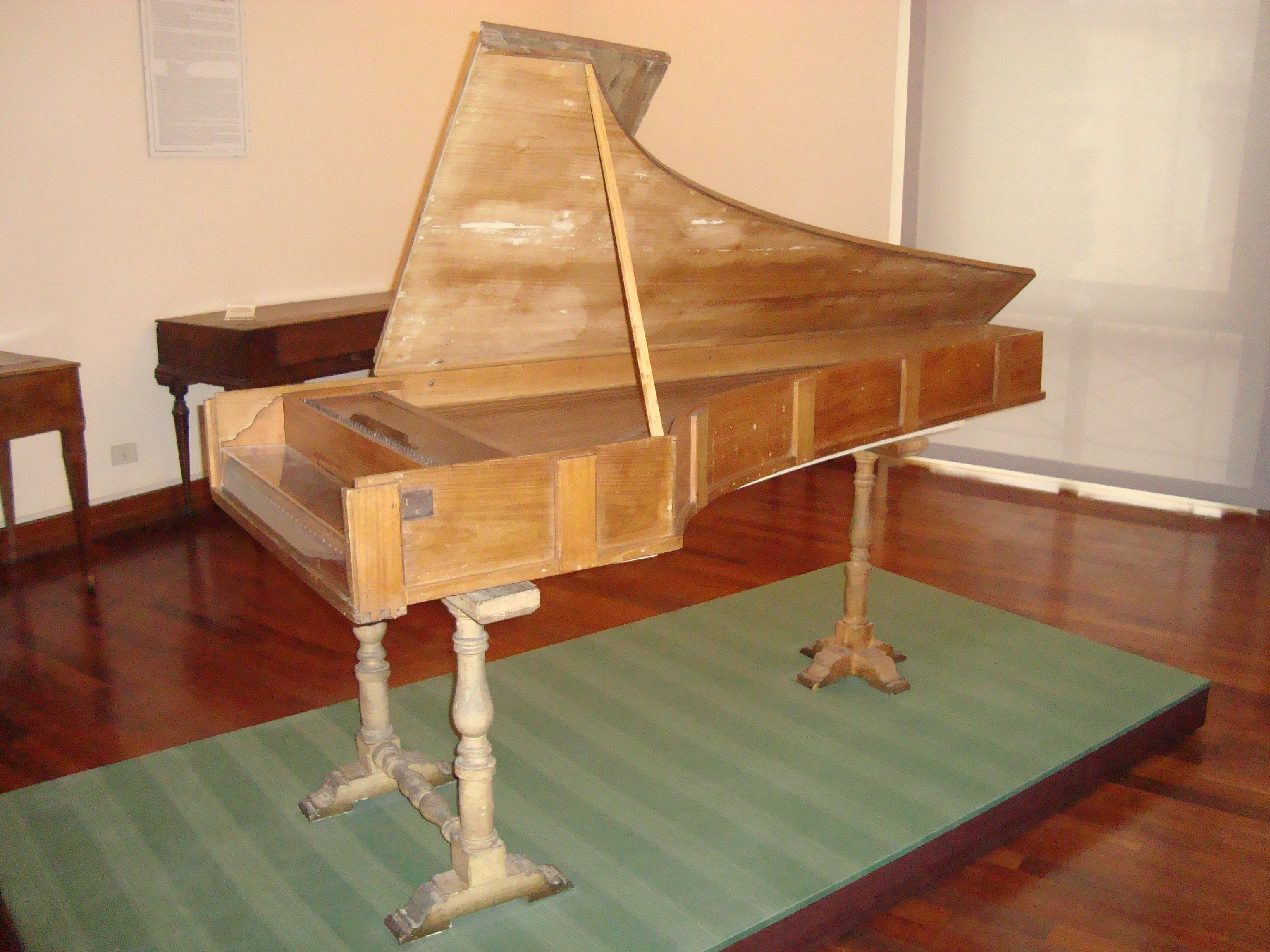
El piano de Cristofori de 1722 en el Museo Nazionale degli Strumenti Musicali en Roma.

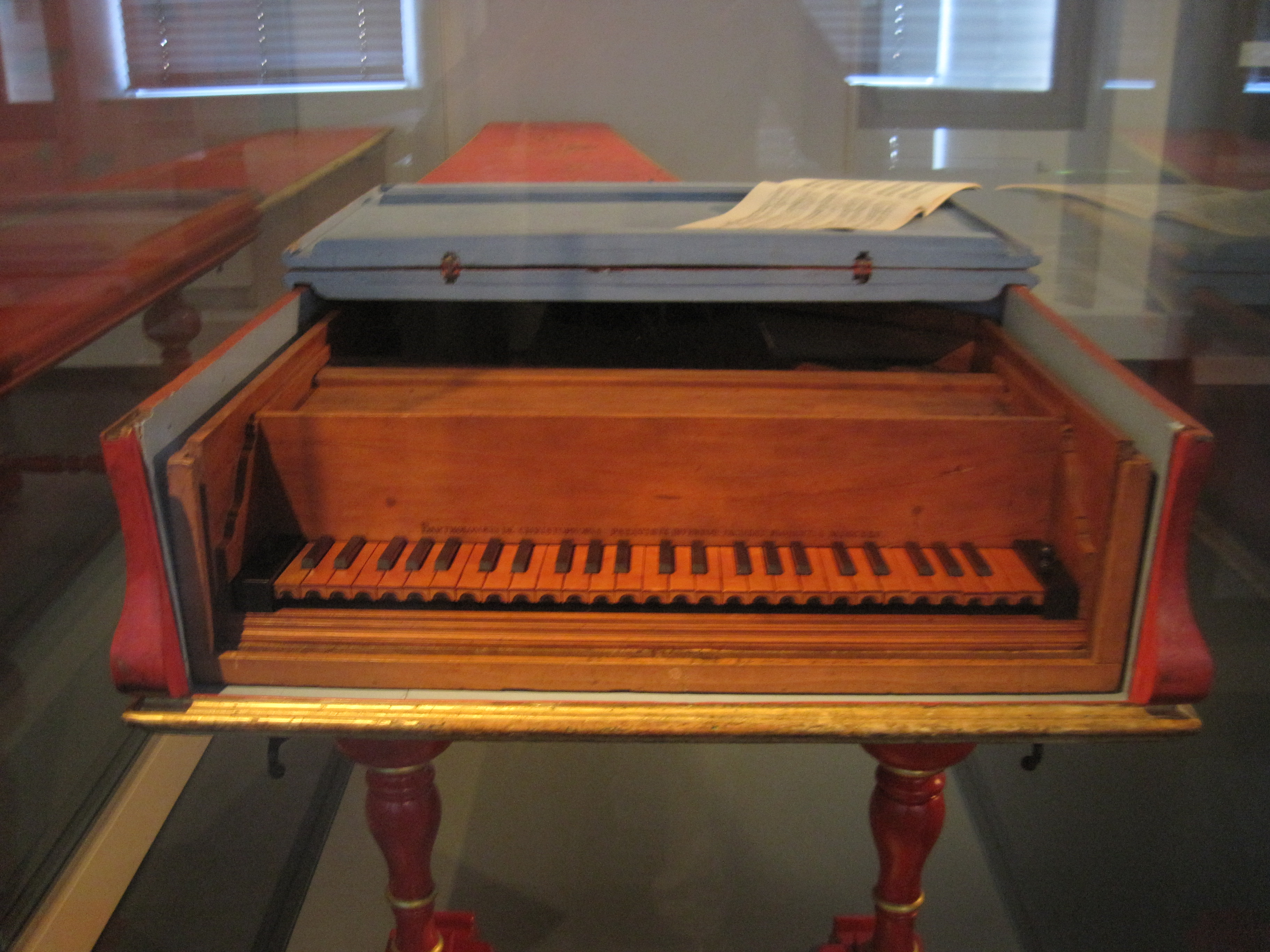
El piano de Cristofori de 1726 en el Museo de Instrumentos Musicales de la Universidad de Leipzig

El número total de los pianos construidos por Cristofori es desconocido. En la actualidad sobreviven tres, todos ellos fechados en los años 1720.
- En 1720 el que se conserva en el Metropolitan Museum, en Nueva York (Estados Unidos).[13]
- En 1722 el del Museo Nazionale degli Strumenti Musicali, en Roma (Italia).
- En 1726 el que se custodia en el Musikinstrumenten-Museum de la Universidad de Leipzig (Alemania).[14]

Los tres pianos muestran las mismas inscripciones en latín:

BARTHOLOMAEVS DE CHRISTOPHORIS PATAVINVS INVENTOR FACIEBAT FLORENTIAE [fecha]

Su traducción es "Bartolomeo Cristofori, paduano, su inventor, lo hizo en Florencia en ...", con la fecha a continuación, en números romanos.

Gráfico del mecanismo de un piano.:
(1) Tecla,
(2) Pilotín,
(3) Puente,
(4) Pilotín del escape,
(5) Palanca de escape,
(6) Tornillo de reborde del macillo,
(7) Rodillo,
(8) Brazo del macillo,
(9) Palanca de repetición,
(10) Cabeza de macillo,
(11) Empujador,
(12) Palanca del apagador,
(13) Apagadores,
(14) Cuchara de apagador,
(15) Apagador,
(16) Cuerda,
(17) Marco,
(18) Grapa,
(19) Enganche de la cuerda, y
(20) Somier.

### Diseño
El piano construido por Cristofori en los años 1720 contiene todas las características del instrumento moderno. La diferencia es que era muy ligero en su construcción. No tenía un marco metálico, lo cual significaba que no podía producir un tono especialmente alto. Esto continuó siendo una tendencia en los pianos hasta el año 1820, cuando se introdujo arrastramiento de hierro.

## Recepción inicial del piano
Scipione Maffei, una figura literaria influyente del Giornale de'letterati d'Italia en Venecia, publicó un artículo en el año 1711 que mostraba indicios sobre la forma en que el público recibió la invención de Cristofori. Maffei dijo que "algunos profesionales no le han dado a esta invención los aplausos que merece", y luego dice que la gente pensaba que el sonido era demasiado "suave" y "blando"; Cristofori no pudo hacer que su instrumento tuviera un sonido tan alto como el del clavecín. Pero Maffei promovió el piano, y el instrumento gradualmente comenzó a incrementar su popularidad en parte gracias a los esfuerzos de Maffei.
Una razón por la cual al comienzo el piano fue adoptado lentamente fue porque su manufactura era muy costosa, así que era adquirido solamente por miembros de la realeza y algunos pocos individuos adinerados. El éxito definitivo de la invención de Cristofori ocurrió en los años 1760, cuando se inventaron pianos más económicos, y junto con la prosperidad en general de la población, fue posible para muchos más personas adquirir uno.
Los subsiguientes desarrollos tecnológicos del piano solían ser "reinvenciones" del trabajo de Cristofori; en los primeros años hubo quizás tantos atrasos como avances.